# Geografia Etiopiei

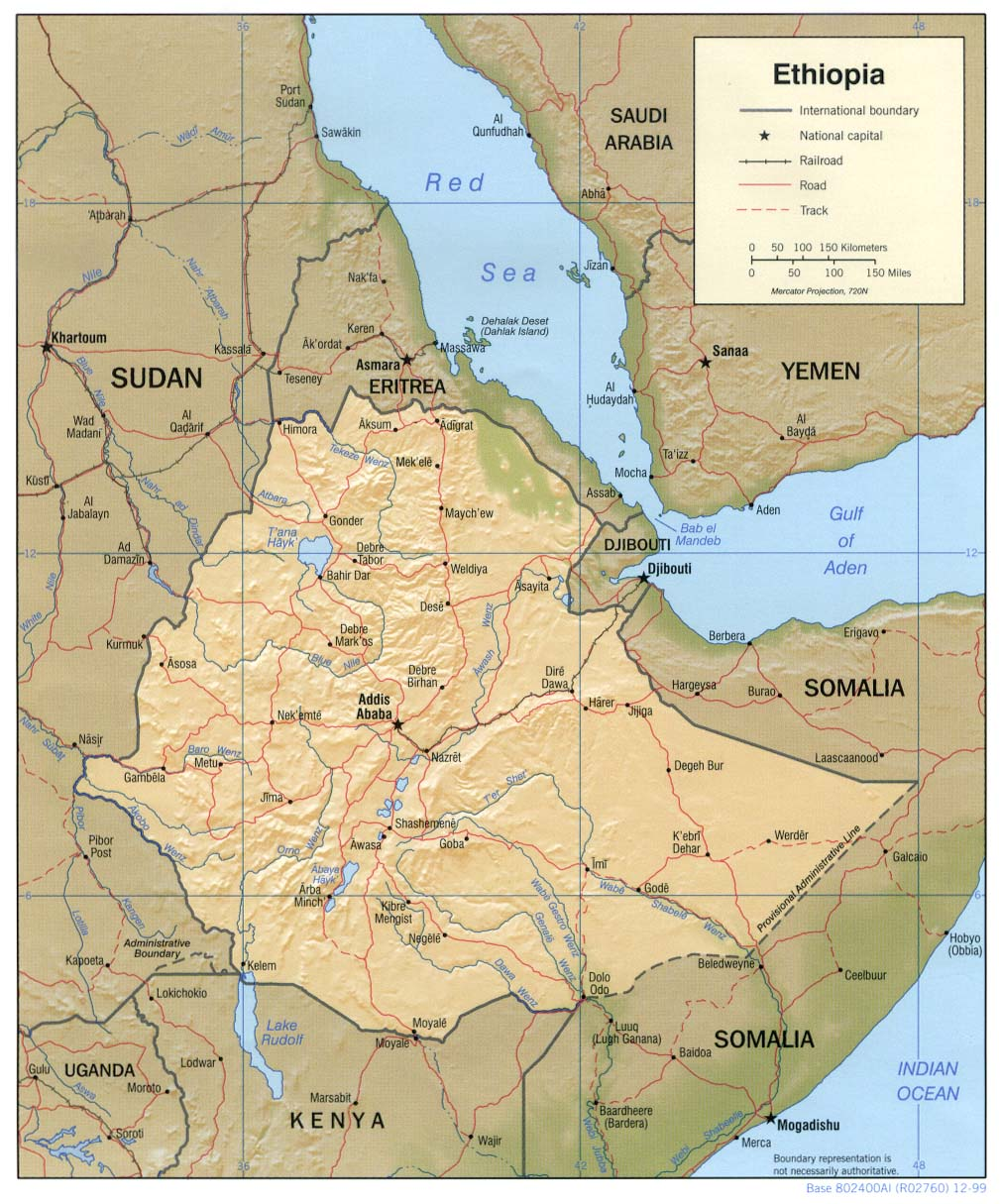
Map of Ethiopia.

Etiopia este o țară localizată în partea de est a Africii, în zona numită Cornul Africii.  Este mărginită la nord și nord-est de Eritreea, la est de  Djibouti și Somalia, la sud de Kenya, iar la vest și sud-vest de Sudan.  Cu o suprafață de 1.104.300 km², ocupă locul 27 în lume, respectiv cu o populație de 75.067.000, conform unei estimări din 2006, ocupă locul 16 în lume. 
Țara ocupă un platou înalt în partea sa centrală, care variază în altitudine între 1.800 și 3,000 m deasupra nivelului mării, atingând 4.533 m cu cel mai înalt vârf muntos al său.  Înălțimi mai mari ca cele ale platoului central se găsesc înaintea punctului de descendență spre Valea Marelui Rift, care separă platoul pe diagonală.  Diferite râuri străbat platoul, dintre care cel mai notabil este Nilul Albastru, care izvorăște din lacul Tana.  Platoul coboară lin spre stepele Sudanului la vest și respectiv spre câmpiile Somaliei la sud-vest. 
Climatul este temperat blând în zonele înalte și fierbinte în zonele joase.  Spre exemplu, în cazul capitalei, Addis Ababa, a cărei altitudine variază între 2.200 și 2.600 m, temperaturile se găsesc între un maxim de 26 °C și un minimum de 4 °C.  Vremea este în general frumoasă și uscată, cu cer mai mult senin, dar există două sezoane ploioase, cel al ploilor scurte (belg) între februarie și aprilie și cel al ploilor mari (meher), din mijlocul lui iunie până la mijlocul lui septembrie. 

## Geografia fizică
Relief:  
- țară în principal muntoasă în afară de regiunile Ogaden și Danakil
- populația este alcătuită în principal din abisini și gallasi și este foarte săracă

Clima: 
- etajată în centru (zona muntoasă)
- subequatorială (regiunile Ogaden și Danakil)

Vegetația: 
- savană - centru– ierburi înalte; baobabul; akacia – soluri roșii de savană
- stepă – în restul țării – tufișuri; ierburi mărunte – soluri cernoziomuri

Fauna: 
- savană: girafe; lei; leoparzi; elefanți; hippopotami, etc.
- stepă: rozătoare

Hidrografia:   
- curgătoare: Nilul Albastru; Atbara; Giuba; Omo; Tekeze
- Lacuri: L. Tana; L.Abaya

Așezări:  - Addis-Abeba; Gondar; Diredawa; Harar; Dessie; Axum; Bahardar; Mekele; Lalibela
Economia:  - agricultura este practicată la înălțimi medii (între 1800-2500m) și produce cereale, bumbac, tutun, legume, fructe, cafea (care este exportată)
- creșterea animalelor: cai, capre, ovine, măgari, dromaderi
- transport: șosele: 28.000 km
- căi ferate 800 km
- datorii externe: 10.352 mil $
- import 393 mil $
- export 486 mil $